# Neuroestética
La neuroestética, relativamente reciente, es una disciplina de la estética empírica. La estética empírica adopta un enfoque científico para el estudio de las percepciones estéticas del arte o cualquier objeto que pueda dar lugar a experiencias estéticas. La neuroestética recibió su definición formal en 2002 como el estudio científico de las bases neuronales de la contemplación y creación de una obra de arte. La neuroestética utiliza neurociencia para explicar y comprender las experiencias estéticas a nivel neurológico. Es un tema que atrae a estudiosos de muchas disciplinas, incluyendo neurólogos, historiadores del arte, artistas y psicólogos.

Los investigadores están vinculando la neurociencia con las artes visuales. Mona Lisa de DaVinci

## Historia
La neuroestética es un campo de la ciencia experimental que tiene como objetivo combinar la investigación psicológica con la estética mediante la investigación de la "percepción, la producción, y la respuesta al arte, así como las interacciones con los objetos y escenas que evocan una sensación intensa, a menudo de placer. ". El campo recientemente desarrollado busca entre otras cosas encontrar conexiones neuronales de juicio estético y la creatividad. Se argumenta que la estética visual, es decir, la capacidad de asignar diferentes grados de belleza a ciertas formas, colores o movimientos, es un rasgo humano adquirido después de la divergencia de los linajes humanos.
Una cuestión central para el campo es, por ejemplo, si las preferencias artísticas o estéticas son guiadas por un conjunto de leyes o principios universales. Además, se busca la razón evolutiva para la formación y las características de estos principios. Se cree que la identificación de los circuitos cerebrales involucrados en los juicios estéticos (por ejemplo, a través de la utilización de imágenes del cerebro) puede ayudar a identificar el origen de estas respuestas.

## Enfoques del estudio
Los investigadores que han destacado en el campo combinan los principios de psicología de la percepción, la biología evolutiva, déficits neurológicos, y la anatomía funcional del cerebro con el fin de abordar el significado evolutivo de belleza que puede ser la esencia del arte. Se considera que la neurociencia es un camino muy prometedor para la búsqueda de la evaluación cuantificada de arte.
Con el objetivo de descubrir reglas generales sobre la estética, un enfoque es la observación de sujetos al ver el arte y la exploración de la mecánica de la visión. Se propone que las sensaciones agradables derivan de la activación repetida de las neuronas debido a estímulos visuales primitivos como las líneas horizontales y verticales. Además de la generación de teorías para explicar esto, existen las leyes de Ramachandran, es importante utilizar la neurociencia para determinar y comprender los mecanismos neurológicos implicados.
El vínculo entre áreas específicas del cerebro y la actividad artística es de gran importancia para el campo de la neuroestética. Esto se puede aplicar tanto a la capacidad de crear como de interpretar el arte. Un enfoque común para descubrir los mecanismos neuronales es a través del estudio de los individuos, específicamente los artistas, con trastornos neuronales como el síndrome del sabio o algún tipo de lesión traumática. El análisis del arte creado por estos pacientes proporciona información valiosa a las áreas del cerebro responsables de capturar la esencia del arte.
El disfrute estético de los individuos puede ser investigado mediante experimentos de imagen cerebral. Cuando los sujetos se ven confrontados con imágenes de un nivel particular de la estética, las áreas específicas del cerebro que se activan pueden ser identificadas. Se argumenta que el sentido de la belleza y el juicio estético presupone un cambio en la activación del sistema de recompensa del cerebro.
Un aspecto crucial de la investigación radica en si el juicio estético puede ser pensado como un proceso de abajo hacia arriba impulsado por las neuronas primitivas o como un proceso de arriba hacia abajo con la cognición de alto nivel. Hay una necesidad de definir conceptos filosóficos abstractos de nivel superior y la relación neuronal. Se sugiere que la experiencia estética es una función de la interacción entre los de arriba hacia abajo, orientada a la atención y la de abajo hacia arriba orientada a la percepción de construcción de la imagen. En otras palabras, las personas no entrenadas se aplican de forma automática el hábito de la identificación de obras de arte por medio de la visualización, para usar el control de arriba hacia abajo para reducir este hábito puede ser necesario involucrar a la percepción estética. Esto sugiere que los artistas muestran diferentes niveles de activación que los que no son artistas.
Se han explorado recientemente respuestas estéticas a diferentes tipos de técnicas de arte. El cubismo es de las más radicales formas occidentales de arte, con la finalidad propuesta de obligar al espectador a descubrir elementos menos inestables del objeto a representar. Elimina interferencias como la iluminación y el ángulo de perspectiva para capturar objetos tal como son. Esto puede ser comparado a cómo el cerebro mantiene la identidad de un objeto a pesar de las condiciones variables. El arte moderno, de representación e impresionista también ha sido estudiado con el propósito de exponer los sistemas de procesamiento visual. Sin embargo, se ven involucrados los juicios estéticos.

## Teorías Pioneras

### Leyes de Semir Zeki sobre el cerebro visual
Semir Zeki es profesor de Neuroestéticas en el University College de Londres. Él ve la visión del arte como un ejemplo de la variabilidad del cerebro. Por lo tanto un enfoque neurológico a la fuente de esta variabilidad puede explicar experiencias subjetivas particulares, así como los rangos de capacidades para crear y experimentar el arte. Zeki teoriza que los artistas inconscientemente usan técnicas para crear arte visual para estudiar el cerebro. Zeki sugiere que:
"... El artista es sentido, un neurocientífico explora el potencial y capacidades del cerebro, aunque con diferentes herramientas. ¿Cómo estas creaciones pueden suscitar experiencias estéticas?. Sólo puede ser plenamente comprendido en términos neuronales. Tal comprensión está ahora a nuestro alcance."
Él propone 2 leyes supremas del cerebro visual: 

#### Constancia
A pesar de los cambios que se producen en el tratamiento de los estímulos visuales (distancia, ángulo de visión, iluminación, etc.), el cerebro tiene la capacidad única de retener el conocimiento sobre las propiedades constantes y esenciales de un objeto y desechar propiedades dinámicas irrelevantes. Esto no se aplica sólo a la capacidad de ver siempre un plátano como el color amarillo, sino también el reconocimiento de caras en ángulos variables.
Comparativamente, una obra de arte capta la esencia de un objeto. La creación de arte en sí mismo puede ser modelado fuera de esta función neuronal primitiva. El proceso de la pintura, por ejemplo. Zeki también trató de representar el ideal platónico y el concepto hegeliano a través del estado: las formas no tienen una existencia sin cerebro y la capacidad de memoria almacenada, en referencia a cómo artistas como Monet podrían pintar sin saber cuáles son los objetos con el fin de capturar su verdadera forma.

#### Abstracción
Este proceso se refiere a la coordinación jerárquica donde una representación general se puede dividir en muchos detalles, lo que permite que el cerebro pueda procesar eficientemente los estímulos visuales. La capacidad de abstraer puede haber evolucionado como una necesidad debido a las limitaciones de la memoria. En cierto modo, el arte externaliza las funciones de abstracción en el cerebro. El proceso de abstracción es desconocido para la neurobiología cognitiva. Sin embargo, Zeki propone una interesante cuestión de si existe una diferencia significativa en el patrón de actividad cerebral durante la visualización de arte abstracto ya que es opuesto a la figuración.

### Ocho leyes de la experiencia artística de Ramachandran
Vilayanur S. Ramachandran y su grupo de investigadores como William Hirstein, desarrollaron una teoría. Estas "leyes" se combinan para desarrollar conceptos de orden superior subyacentes de la experiencia artística humana. Aunque no abarcan todo lo que hay, sin duda, muchos otros principios de la experiencia artística, los teóricos afirman que proporcionan un marco para la comprensión de los aspectos de las artes visuales, la estética y el diseño. Aunque las pruebas de estos principios cuantitativamente puede proporcionar evidencia de futuro para áreas específicas del cerebro responsable de un tipo de atractivo estético, la teoría se enfrenta a objeciones filosóficas e históricas .

#### Principio de intensidad máxima
Este fenómeno psicológico es normalmente conocido por su aplicación en el aprendizaje de la discriminación por parte de los animales. En el efecto de intensidad máxima, a veces los animales responden con más fuerza a las versiones exageradas de los estímulos de entrenamiento. Por ejemplo, una rata está capacitada para discriminar un cuadrado de un rectángulo por ser recompensada por el reconocimiento del rectángulo. La rata responderá con más frecuencia para el objeto para el que está siendo recompensado hasta el punto que una rata responderá a un rectángulo que es más largo y más estrecho con una mayor frecuencia que el original con el que se formó. Esto se llama un estímulo supernormal. El hecho de que la rata está respondiendo más a un rectángulo 'super' implica que se trata de aprender una regla.
Este efecto se puede aplicar a reconocimiento de patrones humanos y de la preferencia estética. Algunos artistas intentan capturar la esencia de algo con el fin de evocar una respuesta emocional directa. En otras palabras, tratan de hacer un rectángulo 'super' para llegar al espectador a tener una respuesta mejorada. Para capturar la esencia de algo, un artista amplifica las diferencias de ese objeto, o lo que la hace única, para resaltar las características esenciales y reducir la información redundante. Este proceso imita lo que las áreas visuales del cerebro han evolucionado para hacer y con más fuerza activa los mismos mecanismos neuronales que se activan originalmente por el objeto original.
Algunos artistas hacen hincapié en componentes creativos tales como el sombreado, el relieve y la iluminación en una medida que no ocurriría en una imagen real. Estos artistas pueden estar inconscientemente produciendo una mayor actividad en las áreas específicas del cerebro de una manera que no es evidente para la mente consciente. Cabe señalar aquí que una parte importante de la experiencia del arte no es reflexión por parte de las audiencias conscientemente.

#### Aislamiento
El aislamiento de una sola señal visual ayuda a que el organismo asigne atención a la salida de un único módulo con lo que podrá disfrutar de manera más eficaz el cambio de las dimensiones representadas en ese módulo. En otras palabras, hay una necesidad de aislar las formas visuales antes de que este aspecto se amplifique. Esta es la razón por la que un dibujo de esquema o croquis es a veces más eficaz como arte que una fotografía original a color. Por ejemplo, un dibujante puede exagerar ciertos rasgos faciales que son únicos para el carácter y eliminar otras formas que comparte tales como los tonos de piel. Esta característica previene que características únicas no desvirtúen la imagen. Por esta razón, se puede predecir que un dibujo de esquema sería estéticamente más agradable que una fotografía en color.
La atención de los espectadores se direcciona a un espacio único y esto permite que la atención de una persona se centre en esta información. Mejoras introducidas por el artista conocido con más cuidado resulta la amplificación de la activación del sistema límbico.

#### Agrupamiento
Un ejemplo de la agrupación perceptual es el delineado de una figura del fondo. La estética se puede encontrar a la necesidad evolutiva de los organismos de dar un incentivo para descubrir objetos, tales como los depredadores, desde entornos ruidosos. Por ejemplo, cuando se ven manchas de tinta, los segmentos del sistema visual de la escena derrotan el camuflaje y enlazan un subconjunto de manchas juntas. Esto se puede lograr con mayor eficacia si el sistema límbico se alimenta de nuevo a la primera visión en todas las etapas de procesamiento visual que conduce al descubrimiento del objeto. La idea clave es que, debido a los recursos de atención limitada, la constante retroalimentación facilita la sistematización de las características en las etapas anteriores y debido al descubrimiento de una pista que produce la activación límbica y esto lleva a poner atención a características importantes. Aunque no es espontánea, este refuerzo es la fuente de la sensación agradable. El descubrimiento del objeto resulta agradable y así la revelación haciendo que el organismo se aferre a la imagen.
Esto permite la unión temporal, debe ser comunicada por una señal al sistema límbico para el refuerzo que es una fuente de la experiencia estética.

#### Contraste
La ley de contraste implica eliminar información sobre centrar la atención. Las células en la retina, el cuerpo lateral y en la corteza visual responden predominantemente a la luz en lugar de los colores de superficie homogéneos. gradientes suaves son mucho más difíciles para el sistema visual de detectar en lugar de divisiones segmentados de tonos resultantes en los bordes fácilmente detectables. Contrastes debido a la formación de bordes puede ser agradable a la vista. La importancia de diferentes respuestas de las neuronas visuales para la orientación y la presencia de bordes previamente se ha demostrado por David H. Hubel y Torsten Wiesel. Esto puede sostener el significado evolutivo ya que las regiones de contraste son ricas en información de refuerzos que requieren atención. En contraste con el principio de la agrupación, características contrastantes están en estrecha proximidad.

#### Percepción
El mecanismo garantiza que la lucha está reforzando para que el espectador sigue buscando hasta el descubrimiento. Desde un punto de vista de supervivencia, esto puede ser importante para la búsqueda continua de los depredadores. Ramachandran sugiere por la misma razón que un modelo cuyas caderas y senos están a punto de ser revelados es más provocativa que uno que ya está completamente desnudo. Un significado que está implícito es más atractivo que uno que es explícito.

#### El punto de vista genérico
El sistema visual busca interpretaciones que se basan en más de un punto de vista único. Por ejemplo, en una imagen de paisaje, se interpretará un objeto en primer plano y se ocultará un objeto en el fondo, en lugar de asumir que la figura de fondo tiene una pieza que falta.
En teoría, si un artista está tratando de agradar a la vista, deben evitar tales coincidencias.  Sin embargo, en ciertas aplicaciones, la violación de este principio pueden también producir un efecto agradable.

#### Metáforas visuales
Ramachandran define una metáfora como un túnel mental entre dos conceptos que aparecen diferentes en la superficie, pero comparten una conexión más profunda. De manera similar a los efectos de la resolución de problemas de percepción, formando una analogía gratificante. Se permite al espectador poner de relieve los aspectos cruciales que comparten dos objetos. Aunque no se sabe si la razón de este mecanismo es para una comunicación efectiva o puramente cognitiva, el descubrimiento de similitudes entre los eventos superficialmente diferentes conduce a la activación del sistema límbico para crear un proceso de recompensa.
El apoyo a este punto de vista se pone de relieve por los síntomas de delirio de Capgras, donde las víctimas experimentan una reducción de reconocimiento facial debido a las deficiencias en las conexiones de la corteza temporal inferior a la amígdala, que es responsable de las emociones. El resultado es que una persona ya no experimenta la sensación de calidez cuando se presenta con una cara familiar.

#### Simetría
Biológicamente es importante durante la detección de un depredador, la ubicación de la presa, y la elección de un compañero ya que todos estos tienden a mostrar simetría en la naturaleza. Es un complemento de otros principios relacionados con el descubrimiento de objetos de información. Además, los biólogos evolucionistas sugieren que la predisposición hacia la simetría es porque biológicamente, la asimetría está asociada con la infección y la enfermedad, que puede conducir a una mala selección de la pareja. Sin embargo, las desviaciones de la simetría en el arte visual también es considerada estética.

## Áreas del cerebro vinculadas con el procesamiento visual de la estética.
La percepción estética se basa principalmente en el procesamiento de los centros visuales del cerebro como la corteza V1. Las señales procedentes de V1 se distribuyen a diferentes áreas especializadas del cerebro. No hay un área única donde todos los circuitos visuales se conectan, lo que reduce las posibilidades de determinar un único centro neural responsable de la estética, más bien es más probable que una red neuronal, por lo tanto, el cerebro visual se compone de varios sistemas paralelos de procesamiento, cada uno especializado en una tarea determinada, como el color o el movimiento. Ya se conocen especializaciones funcionales del cerebro visual.

Dicho fenómeno fisiológico puede explicar varios aspectos de la apreciación del arte. Diferentes áreas extraestriadas de la corteza visual pueden haber evolucionado para extraer correlaciones de características. El descubrimiento y la vinculación de los diversos estímulos visuales se facilita y refuerzan conexiones directas de estas áreas a las estructuras límbicas. Además, el arte puede ser más atractivo si se produce una mayor actividad en una sola dimensión en lugar de la activación redundante de múltiples módulos, restringidos por la asignación de los recursos de atención.  En la experimentación para determinar las áreas específicas, muchos investigadores permiten al espectador decidir el atractivo estético con anterioridad a la utilización de las técnicas de imagen para investigar las diversas percepciones de la belleza. Cuando las personas contemplan el atractivo estético, diferentes procesos neuronales que se dedican al visualizar de una imagen pragmática. Sin embargo, los procesos de identificación de objetos y el juicio estético están involucrados simultáneamente en la percepción global de la estética. 

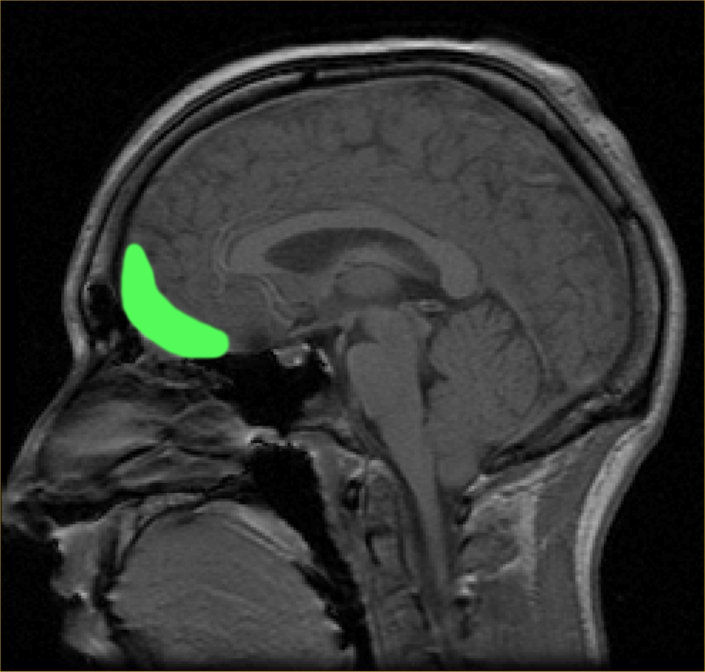
Localización de la corteza orbitofrontal

### Corteza prefrontal
La corteza prefrontal ya era conocida por el papel que juega en la percepción de los objetos de color, la toma de decisiones y la memoria. Estudios recientes también la han relacionado con la experiencia estética consciente, ya que se activa durante las tareas estéticas tales como determinar el atractivo de un estímulo visual. Esto puede ser debido a que se necesita un juicio. En un estudio realizado por Zeki y Kawabata, se encontró que la corteza orbitofrontal (OFC) está involucrada en el juicio de si una pintura es estética o no. Hay un alto nivel de activación de esta región cuando una persona ve pinturas que considera hermosas. Cuando una persona ve una pintura que considera fea, no hay estructuras separadas que se activen. Por lo tanto, se propone que los cambios en la intensidad de la activación en la corteza órbitofrontal se correlacionan con la determinación de la belleza (activación superior) o fealdad (activación inferior). La evidencia actual que une la OFC para atribuir los valores hedonistas a través de experiencias gustativa, olfativa y las modalidades visuales, sugiere que la OFC es un centro común para la evaluación del valor de un estímulo. La percepción de la estética de estas áreas se debe a la activación del sistema de recompensa del cerebro con cierta intensidad.
Además, la corteza dorsalateral prefrontal (PDC) se activa de forma selectiva solamente por estímulos considerados bellos mientras que la actividad prefrontal en su conjunto se activa durante el juicio de estímulos tanto agradables como desagradables. La corteza prefrontal puede ser generalmente activado para dirigir la atención a los mecanismos cognitivos y perceptivos hacia la percepción estética de los espectadores no entrenados en las artes visuales. Una persona ve el arte a partir de una percepción estética debido al control de arriba hacia abajo de su cognición. La corteza prefrontal lateral se demuestra que está relacionado con orden superior procesión autorreferencial y la evaluación de la información generada internamente. El PFC lateral izquierdo, el área 10 de Brodmann, pueden estar implicados en el mantenimiento de la atención en la ejecución de los objetivos generados internamente asociados a acercarse al arte desde una orientación estética. Como se mencionó anteriormente, dirigiendo la atención hacia la estética puede tener un significado evolutivo.

Coteza prefrontal se indica con el iluminado naranjado; la localización del área de Brodmann se indica con números.

### Áreas adicionales
Las emociones juegan un papel importante en el procesamiento de estética. Los experimentos diseñados específicamente para obligar a los sujetos a ver una obra de arte, puesto que hay una mayor activación en el circuito emocional del cerebro. Los resultados de estos experimentos revelaron alta activación en la ínsula bilateral que se puede atribuir a la experiencia emocional de ver el arte. Esto se correlaciona con otras funciones emocionales conocidas de la ínsula. Sin embargo, la correlación entre los diferentes estados de la ínsula de activación y emociones positivas o negativas en este contexto son desconocidas. El punto de vista emocional del arte puede ser contrastado con la percepción en relación con el reconocimiento de objetos cuando se ve de manera pragmática en el arte. El giro fusiforme ha sido revelado para mostrar la activación de los estímulos visuales como caras y arte representativo. Esto es importante en el campo porque como Ramachandran también especuló, reconocimiento de objetos y la búsqueda de sentido puede evocar una respuesta emocional agradable. La corteza motora también ha demostrado estar implicado en la percepción estética. Sin embargo, muestra las tendencias opuestas de la activación de la OFC. Puede ser un correlato común para la percepción de los estímulos con carga emocional a pesar del papel conocido previamente. Otras áreas del cerebro, se mostraron ligeramente activada durante ciertos estudios tales como la corteza cingulada anterior, anteriormente conocido por su participación en la sensación de romance, y la corteza parietal izquierda, cuya finalidad es atención espacial directa.
Diferentes estilos artísticos también se pueden procesar de forma diferente por el cerebro. En un estudio sobre abstracción y la representación, las circunvoluciones occipitales bilaterales, surco cingular izquierda, y el giro fusiforme bilateral mostraron una mayor activación con mayor preferencia cuando se observa arte. Sin embargo, la activación de las circunvoluciones occipitales bilaterales puede ser causada por los grandes requerimientos de procesamiento colocados en el sistema visual durante la visualización de un alto nivel de detalle visual en la obra de arte como pinturas figurativas. Varias áreas del cerebro han demostrado responder sobre todo a las formas del arte representativo tal vez debido a la capacidad del cerebro para hacer objetos asociaciones y otras funciones relacionadas con la atención y la memoria. Esta forma de estímulos conduce a un aumento de la activación en el lóbulo frontal izquierdo y, bilateralmente, en los lóbulos parietal y funciones límbicas. Además, el lóbulo parietal superior izquierda, el área 7 de Brodmann, se ha demostrado que desempeñan un papel en la construcción de la imagen activa durante el visualización del arte que contiene específicamente formas indeterminadas, tales como pinturas de borde suave. Estas funciones son consistentes con las responsabilidades previamente conocidas del lóbulo parietal en la cognición espacial y las imágenes visuales.

## Crítica
Hay varias objeciones a los intentos de los investigadores por explicar la experiencia estética a un conjunto de leyes físicas neurológicas. Los experimentos realizados no se puede explicar para estas teorías directamente. Además, la experimentación actual mide la respuesta verbal de una persona de cómo se sienten sobre el arte que a menudo se filtra selectivamente. Ramachandran sugiere el uso de la respuesta galvánica de la piel para cuantificar los juicio asociados a la visualización de la estética.

## Orientaciones futuras y campos relacionados
Desde el año 2005 la idea de unir la ciencia del cerebro y las artes visuales ha convertido en un campo de creciente interés internacional. En su libro de 2008, "Neuroarthistory": desde Aristóteles y Plinio a Baxandall y Zeki, profesor John Onians de la Universidad de East Anglia considera a sí mismo estar en la vanguardia del campo de la investigación histórica del arte. Muchas figuras históricas han sido precursores para neuroarthistory (Karl Marx, por ejemplo). Los artistas contemporáneos como Mark Stephen Smith (William Campbell Galería, EE. UU.) y otros han desarrollado numerosos cuerpos de trabajo sobre mapeo de la convergencia de la ciencia del cerebro y la pintura. la obra de Smith explora analogías visuales fundamentales entre la función neuronal y la expresión en el arte abstracto. La última década ha visto un crecimiento correspondiente en la estética de la música estudiado de los enfoques de la neurociencia. La investigación adicional sobre los trastornos y las condiciones psicológicas que afectan el procesamiento visual, tales como la demencia puede proporcionar información valiosa.

## Futuras lecturas

### Libros
- Araguz, Antonio; Campos-Bueno, José Javier; Fernández-Armayor, Victor; de Juan Ayala, Octavio (Eds.) (2010): Neuroestética. Madrid: Saned. (The first book on Neuroesthetics, written in Spanish).
- Bressan Yannick, (2013), Le théâtral comme lieu d'expérience des neurosciences cognitives. A la recherche du principe d'adhésion, L'Harmattan (Eds.), written in French).
- Cappelletto, Chiara (2009): Neuroestetica: L'arte del cervell. Roma: Editori Laterza. (The first book on Neuroesthetics, written in Italian).
- Chatterjee, A. (2013). "The Aesthetic Brain: How We Evolved to Desire Beauty and Enjoy Art". New York: Oxford University Press.
- Elbs, Oliver (2005): Neuro-Esthetics: Mapological foundations and applications (Map 2003). Munich: m-press. (The first dissertation on Neuroesthetics, written by an art historian).
- Huston, J. P.; Nadal, M.; Mora, F.; Agnati, L. F. & Cela-Conde, C. J. (Eds.) (2015). "Art, Aesthetics and the Brain". Oxford: Oxford University Press.
- Lauring, J. O. (Ed.) (2014). "An introduction to neuroaesthetics: The neuroscientific approach to aesthetic experience, artistic creativity, and arts appreciation". Copenhague: Museum Tusculanum Press.
- Skov, Martin & Vartanian, Oshin (Eds.) (2009): "Neuroaesthetics". Amitiville NY: Baywood.
- Zeki, Semir (2008): Splendors and Miseries of the Brain. Love, Creativity, and the Quest for Human Happiness. Oxford: Blackwell.

### Revistas específicas
- Frontiers in Human Neuroscience: Research Topic Brain and Art
- Psychology of Aesthetics, Creativity and the Arts, 2013, Volume 7, Issue 1

### Sitios web
- ¿Qué es la neuroestética? Filosofía en la Red
- Neuroestetica.cl